# Murillo (Tolima)
Pour les articles homonymes, voir Murillo.
Murillo est une municipalité colombienne située dans le département de Tolima.